# Campanula serrata
Campanula serrata là loài thực vật có hoa trong họ Hoa chuông. Loài này được (Kit. ex Schult.) Hendrych mô tả khoa học đầu tiên năm 1962.